# Asteroide tipo F
Asteroides tipo F são um tipo relativamente raro de asteroide de carbono incluído no grupo C mais amplo.

## Características
Os asteroides do tipo F têm espectros geralmente muito semelhantes aos dos asteroides tipo B, mas sem as linhas características de absorção de "água"  em torno de 3 µm indicativo de minerais hidratados, e diferem na região de comprimento de onda ultravioleta com espectro abaixo de 0,4 µm.
Os asteroides do tipo F e do tipo B não são distinguidos com os critérios utilizados na classificação SMASS, então nesse esquema estão agrupados no tipo B.